# Associació Regionalista Gallega
L'Associació Regionalista Gallega (ARG) va ser una organització política regionalista gallega activa entre 1890 i 1892. El novembre de 1890 es va constituir a Santiago de Compostel·la el Comitè Central Regionalista presidit per Manuel Murguía, encara que la majoria dels seus membres venien del tradicionalisme. Entre ells destacaven Alfredo Brañas, Salvador Cabeza de León, José Tarrío i Juan Barcia Caballero.
En 1891 es van formar comitès locals, ja sota el nom d'Associació Regionalista Gallega, a Lugo, La Corunya, Ourense, Pontevedra i Tui. En total no van arribar a molt més de 50 associats, encara que en les eleccions municipals de Santiago, José Tarrío va sortir triat regidor. La Patria Gallega (1891-1892) va ser el seu òrgan oficial, dirigit per Murguía, i en el qual Brañas va escriure articles importants per a l'evolució posterior del regionalisme. Entre les accions de la ARG destaca l'organització dels Jocs Florals de Tui ln 1891, en els quals Brañas i Murguía van emprar el gallec per primera vegada en un acte públic.
Les diferències entre tradicionalistes i liberals va impedir la consolidació de l'organització, encara que va ser un graó molt important en la formació d'un sentiment nacional gallec, en ser la primera organització política regionalista que va existir a Galícia.